# Wereldkampioenschappen roeien 2010
De wereldkampioenschappen roeien 2010 werden van 29 oktober tot en met 7 november georganiseerd op het kunstmatige Karapiromeer in de Waikatorivier nabij Cambridge, in de regio Waikato op het Noordereiland, Nieuw-Zeeland, waarbij de regiohoofdstad Hamilton als gaststad optrad. Het toernooi stond onder auspiciën van de Internationale Roeifederatie. Er stonden 22 onderdelen op het programma: 13 voor mannen en 9 voor vrouwen.

## Medaillewinnaars

### Mannen
| Bootklasse              | Goud | Goud    | Zilver | Zilver  | Brons | Brons   |
| Skiff M1x               | Tsjechië Ondřej Synek | 6.47,49 | Nieuw-Zeeland Mahe Drysdale | 6.49,42 | Verenigd Koninkrijk Alan Campbell | 6.49,83 |
| Lichte skiff LM1x       | Italië Marcello Miani | 7.05,82 | Slowakije Lukas Babac | 7.08,19 | Hongarije Peter Galambos | 7.09,86 |
| Dubbel twee M2x         | Nieuw-Zeeland Nathan Cohen Joseph Sullivan | 6.22,63 | Verenigd Koninkrijk Matthew Wells Marcus Bateman                                                                                            | 6.24,21 | Frankrijk Cedric Berrest Julien Bahain | 6.28,54 |
| Twee zonder M2-         | Nieuw-Zeeland Eric Murray Hamish Bond | 6.30,16 | Verenigd Koninkrijk Pete Reed Andrew Triggs-Hodge                                                                                           | 6.30,48 | Griekenland Georgios Tziallas Ioannis Christou | 6.36,00 |
| Twee met M2+            | Australië Christopher Morgan Dominic Grimm David Webster                                                                                            | 7.03,32 | Italië Paolo Perino Pierpaolo Frattini Andrea Lenzi                                                                                         | 7.04,38 | Duitsland Maximilian Munski Filip Adamski Albert Kowert | 7.06,20 |
| Lichte dubbel twee LM2x | Verenigd Koninkrijk Zac Purchase Mark Hunter | 7.13,47 | Italië Lorenzo Bertini Elia Luini | 7.15,88 | Nieuw-Zeeland Storm Uru Peter Taylor | 7.18,31 |
| Lichte twee zonder LM2- | Frankrijk Fabien Tilliet Jean-Christophe Bette | 7.18,92 | Nieuw-Zeeland Graham Oberlin-Brown James Lassche                                                                                            | 7.21,29 | Canada Matt Jensen Rares Crisan | 7.23,79 |
| Dubbel vier M4x         | Kroatië David Sain Martin Sinkovic Damir Martin Valent Sinkovic                                                                                     | 6.15,78 | Italië Luca Agamennoni Simone Venier Matteo Stefanini Simone Raineri                                                                        | 6.17,04 | Australië Karsten Forsterling David Crawshay James McRae Daniel Noonan                                                                                      | 6.18,93 |
| Vier zonder M4-         | Frankrijk Jean-Baptiste Macquet Germain Chardin Julien Despres Dorian Mortelette                                                                    | 6.45,38 | Griekenland Stergios Papachristos Ioannis Tsilis Nikolaos Gkountoulas Apostolos Gkountoulas                                                 | 6.47,15 | Nieuw-Zeeland Jade Uru Simon Watson Hamish Burson David Eade                                                                                                | 6.48,38 |
| Lichte dubbel vier LM4x | Duitsland Jonathan Koch Lars Wichert Linus Lichtschlag Lars Hartig                                                                                  | 6.11,44 | Frankrijk Alexandre Pilat Pierre-Etienne Pollez Stany Delayre Frederic Dufour                                                               | 6.14,02 | Denemarken Steffen Jensen Martin Batenburg Christian Nielsen Hans Christian Soerensen                                                                       | 6.14,94 |
| Lichte vier zonder LM4- | Verenigd Koninkrijk Richard Chambers Paul Mattick Rob Williams Chris Bartley                                                                        | 6.10,71 | Australië Anthony Edwards Samuel Beltz Blair Tunevitsch Todd Skipworth                                                                      | 6.10,78 | China Li Lei Yu Chenggang Huang Zhe Li Zhongwei | 6.10,79 |
| Acht M8+                | Duitsland Gregor Hauffe Maximilian Reinelt Kristof Wilke Florian Mennigen Richard Schmidt Lukas Mueller Toni Seifert Sebastian Schmidt Martin Sauer | 5.33,84 | Verenigd Koninkrijk Tom Broadway James Clarke Cameron Nichol James Foad Mohamed Sbihi Gregory Searle Tom Ransley Daniel Ritchie Phelan Hill | 5.34,46 | Australië William Lockwood Matthew Ryan Francis Hegerty Cameron McKenzie-McHarg James Marburg Samuel Loch Nicholas Purnell Joshua Dunkley-Smith Toby Lister | 5.35,96 |
| Lichte acht LM8+        | Duitsland Daniel Wisgott Robby Gerhardt Jan Lueke Lars Wichert Jochen Kuehner Bastian Seibt Jost Schoemann-Finck Martin Kuehner Albert Kowert       | 5.48,61 | Australië Ross Brown Angus Tyers Blair Tunevitsch Alister Foot Nicholas Baker Darryn Purcell Thomas Bertrand Perry Ward David Webster       | 5.50,27 | Italië Luigi Scala Davide Riccardi Luca De Maria Armando Dell'Aquila Matteo Pinca Gennaro Gallo Livio La Padula Bruno Mascarenhas Vincenzo Di Palma         | 5.52,24 |

### Vrouwen
| Bootklasse              | Goud | Goud    | Zilver | Zilver  | Brons | Brons   |
| Skiff W1x               | Zweden Frida Svensson | 7.47,61 | Wit-Rusland Jekaterina Karsten-Khodotovich | 7.47,79 | Nieuw-Zeeland Emma Twigg | 7.49,64 |
| Lichte skiff LW1x       | Duitsland Marie-Louise Draeger | 7.43,45 | Nieuw-Zeeland Louise Ayling | 7.48,48 | Italië Laura Milani | 7.49,04 |
| Dubbel twee W2x         | Verenigd Koninkrijk Anna Bebington Katherine Grainger                                                                                          | 7.04,70 | Australië Kerry Hore Kim Crow | 7.10,08 | Polen Magdalena Fularczyk Julia Michalska | 7.14,40 |
| Twee zonder W2-         | Nieuw-Zeeland Juliette Haigh Rebecca Scown | 7.17,12 | Verenigd Koninkrijk Helen Glover Heather Stanning | 7.20,24 | Verenigde Staten Susan Francia Erin Cafaro | 7.22,46 |
| Lichte dubbel twee LW2x | Canada Lindsay Jennerich Tracy Cameron | 8.06,20 | Duitsland Daniela Reimer Anja Noske | 8.07,33 | Griekenland Christina Giazitzidou Alexandra Tsiavou                                                                                                   | 8.09,14 |
| Dubbel vier W4x         | Verenigd Koninkrijk Debbie Flood Beth Rodford Frances Houghton Annie Vernon                                                                    | 7.12,78 | Oekraïne Kateryna Tarasenko Olena Buryak Anastasija Kozjenkova Jana Dementjeva                                                                          | 7.14,95 | Duitsland Britta Oppelt Carina Baer Tina Manker Julia Richter                                                                                         | 7.15,26 |
| Lichte dubbel vier LW4x | Duitsland Lena Mueller Daniela Reimer Anja Noske Marie-Louise Draeger                                                                          | 6.44,94 | Verenigde Staten Victoria Burke Kristin Hedstrom Ursula Grobler Abelyn Broughton                                                                        | 6.47,99 | China Yan Shimin Wang Xinnan Liu Jing Liu Tingting | 6.49,50 |
| Vier zonder W4-         | Nederland Chantal Achterberg Nienke Kingma Carline Bouw Femke Dekker                                                                           | 7.21,09 | Australië Sarah Heard Sarah Cook Pauline Frasca Kate Hornsey                                                                                            | 7.23,99 | Verenigde Staten Mara Allen Grace Luczak Adrienne Martelli Alison Cox                                                                                 | 7.24,56 |
| Acht W8+                | Verenigde Staten Anna Goodale Amanda Polk Jamie Redman Taylor Ritzel Esther Lofgren Elle Logan Meghan Musnicki Katherine Glessner Mary Whipple | 6.12,42 | Canada Emma Darling Cristy Nurse Janine Hanson Rachelle De Jong Krista Guloien Ashley Brzozowicz Darcy Marquardt Andreanne Morin Lesley Thompson-Willie | 6.16,12 | Roemenië Roxana Cogianu Ionela Zaharia Maria Diana Bursuc Ioana Craciun Adelina Cojocariu Nicoleta Albu Camelia Lupascu Eniko Mironcic Teodora Stoica | 6.18,96 |

## Medaillespiegel
| Plaats | Land                | Goud | Zilver | Brons | Totaal |
| 1      | Duitsland           | 5    | 1      | 2     | 8      |
| 2      | Verenigd Koninkrijk | 4    | 4      | 1     | 9      |
| 3      | Nieuw-Zeeland       | 3    | 3      | 3     | 9      |
| 4      | Frankrijk           | 2    | 1      | 1     | 4      |
| 5      | Australië           | 1    | 4      | 2     | 7      |
| 6      | Italië              | 1    | 3      | 2     | 6      |
| 7      | Verenigde Staten    | 1    | 1      | 2     | 4      |
| 8      | Canada              | 1    | 1      | 1     | 3      |
| 9      | Kroatië             | 1    | 0      | 0     | 1      |
| 9      | Tsjechië            | 1    | 0      | 0     | 1      |
| 9      | Nederland           | 1    | 0      | 0     | 1      |
| 9      | Zweden              | 1    | 0      | 0     | 1      |
| 13     | Griekenland         | 0    | 1      | 2     | 3      |
| 14     | Wit-Rusland         | 0    | 1      | 0     | 1      |
| 14     | Slowakije           | 0    | 1      | 0     | 1      |
| 14     | Oekraïne            | 0    | 1      | 0     | 1      |
| 17     | China               | 0    | 0      | 2     | 2      |
| 18     | Denemarken          | 0    | 0      | 1     | 1      |
| 18     | Hongarije           | 0    | 0      | 1     | 1      |
| 18     | Polen               | 0    | 0      | 1     | 1      |
| 18     | Roemenië            | 0    | 0      | 1     | 1      |
| Totaal | Totaal              | 22   | 22     | 22    | 66     |

Edities

1962 Luzern · 
1966 Bled · 
1970 St. Catharines · 
1974 Luzern · 
1975 Nottingham · 
1976 Villach · 
1977 Amsterdam · 
1978 Hamilton (alleen zwaar) · 
1978 Kopenhagen (alleen licht) · 
1979 Bled · 
1980 Hazewinkel · 
1981 München · 
1982 Luzern · 
1983 Duisburg · 
1984 Montréal · 
1985 Hazewinkel · 
1986 Nottingham · 
1987 Kopenhagen · 
1988 Milaan · 
1989 Bled · 
1990 Lake Barrington · 
1991 Wenen · 
1992 Montréal · 
1993 Račice · 
1994 Indianapolis · 
1995 Tampere · 
1996 Motherwell · 
1997 Aiguebelette · 
1998 Keulen · 
1999 St. Catharines · 
2000 Zagreb · 
2001 Luzern · 
2002 Sevilla · 
2003 Milaan · 
2004 Banyoles · 
2005 Gifu · 
2006 Eton · 
2007 München · 
2008 Ottensheim · 
2009 Poznań · 
2010 Hamilton · 
2011 Bled · 
2012 Plovdiv · 
2013 Chungju · 
2014 Amsterdam ·
2015 Aiguebelette ·
2016 Rotterdam ·
2017 Sarasota ·
2018 Plovdiv ·
2019 Ottensheim ·
2020 Bled ·
2021 Shanghai ·
2022 Račice ·
2023 Belgrado ·
2024 St. Catharines ·
2025 Shanghai · 
2026 Amsterdam

Onderdelen

Skiff · 
Lichte skiff · 
Dubbel twee · 
Lichte dubbel twee · 
Twee zonder · 
Lichte twee zonder · 
Twee met

Dubbel vier · 
Dubbel vier met · 
Lichte dubbel vier · 
Vier zonder · 
Lichte vier zonder · 
Vier met · 
Acht · 
Lichte acht